# Robert Vercammen
Robert Vercammen (soms wordt hij ook Lowie Vercammen genoemd) is een personage uit de Vlaamse soap Thuis. Vercammen, gespeeld door wijlen Sjarel Branckaerts, maakte deel uit van de serie van 1995 tot 1997.

## Biografie
Robert Vercammen stond aan het hoofd van "Sanitair Vercammen", het loodgietersbedrijf waar Frank Bomans 18 jaar lang heeft gewerkt. Frank en Robert hadden niet zo'n goede band omdat Robert niet zo tevreden was over Frank. Toen hij in seizoen 1 een tijdje afwezig bleef van het werk vanwege zijn scheiding met Jenny, vond Vercammen dit een goede reden om Frank aan de deur te zetten. Vercammen kon het ook niet verkroppen dat Frank destijds een affaire had gehad met zijn dochter Leontien.
Daar hij de Vader is van Leontien is hij nu ook de grootvader van Lowie Bomans de zoon van Leontien en Luc Bomans
Frank liet het hier niet bij en vocht zijn ontslag aan bij de vakbond. Toen hij doorhad dat het verloren moeite was, richtte hij een eigen zaak op: "Sanitair Bomans". "Sanitair Bomans" (het latere "Sanitechniek") en "Sanitair Vercammen" probeerden elkaar kapot te concurreren op alle mogelijke vlakken.
Vercammen zorgde tevens voor problemen nadat hij Simonne, de toenmalige vriendin (en huidige vrouw) van Frank in bed had gekregen. Simonne probeerde hiermee Franks job terug te krijgen. Later eiste Robert 500.000 frank schadevergoeding omdat Frank de poort van zijn bedrijf had dichtgelast. Die wilde hij vergeten indien Simonne een tweede keer met hem naar bed zou gaan. Toen Frank dit te weten kwam, sloeg hij Vercammen tegen de grond. Frank werd gedagvaard en kreeg hiervoor een gevangenisstraf van 6 maanden.
Om een hogere schadevergoeding te eisen van Frank, deed Vercammen tijdlang alsof hij aan geheugenverlies leed. Hierdoor nam Leontien de leiding van het bedrijf in handen. Wanneer besloten werd dat er geen extra schadevergoeding zou komen, ontstond er ruzie tussen vader en dochter. Hij ontnam haar functie in het bedrijf en verliet woedend de zaak. Hij werd echter aangereden door werknemer Rudi Sterckx en was op slag dood. Het bedrijf kwam in handen van Leontien. Ook nadat het bedrijf van Leontien werd was de ruzie met "Sanitair Bomans"/"Sanitechniek" niet opgehouden.